# Abbaye de Châtrices

Le blason de l'abbaye.

L'abbaye de Châtrices est une ancienne abbaye d'Augustins située à Châtrices dans le diocèse de Châlons-en-Champagne. 
La première mention de l'abbaye est dans un acte avec l'abbaye Saint-Vanne de Verdun en 1103.

## Historique
Sa fondation est faite sur un don de Albéron de Chiny évêque de Verdun, et son édification fut confiée à Eustache, abbé de Monthiers. Une bulle du pape Célestin III du 28 avril 1197 autorisa le monastère à accueillir des clercs et  des laïcs pour un retrait du siècle et des conversions.
Elle eut à souffrir des guerres de Religion, et fut incendiée par les protestants en 1562. En 1597 un nouveau pillage fut suivi d'un incendie qui détruisit les archives de la communauté. Suivent la peste en 1632 et des pillages de mercenaires en 1637 qui ravagent les campagnes d'Argonne. Lors de la Fronde, en 1648, 1649, 1650 de nouveaux ravages de maisons et de leurs habitants. En octobre 1652, c'est le siège de Sainte-Menehould par le prince de Condé : les moines abandonnèrent l'abbaye qui fut livrée aux vents. Le 23 novembre 1653 c'est le siège par les armées royales du Plessis-Pralin. 
L'abbaye flambe accidentellement le 9 octobre 1696 et commença alors une reconstruction de 1709 et 1717, date où elle fut rendue au culte.
Avec la Révolution française, les biens de l'abbaye sont confisqués, les moines dispersés. Les bâtiments conventuels sont rasés par leur acquéreur.

## Développement
L'abbaye s'est agrandie en grande partie par des dons et est devenue un gros propriétaire foncier.
- La ferme de Grigny près de l'étang d'Elise, proche du village et qui fut exploitée pendant des générations par les Elise et les Daucourt.
- La ferme de Moncet, subdivisée en trois parties regroupées autour d'une cour sur la route Braux-Saint-Remy, Voilemeont.
- La ferme de Chatilon, sur la côte éponyme, sur le chemin de Braux à Rapsécourt au bas de la côte.
- La ferme de Frenel sur la commune de Braux, elle était de terres labourables et de prés mais sans bâtisse.
- La ferme de Failley, située sur un coteau entre Daucourt et Ante qui avait des terres près de l'étang de la Hotte et plusieurs bâtiments.
- La ferme de Veranut, ses bâtiments sont sur le même coteau.
- La ferme, l'étang et le moulin de la Hotte. Ils sont exploités par les paysans contre des locations, cent livres pour le moulin, 27 livres d'argent  et des biens en nature pour la ferme en 1729.
- Le moulin de Daucourt sur l'Ante près de la grange Albeau.
- Le moulin de Châtrices sur l'Aisne.

Les bois de l'abbaye furent rattachées au domaine national par la Révolution.

## Liste des abbés
- Eustache de 1142 à 1145,
- Aimard de 1154 à 1170,
- Philippe en 1191,
- Pierre en 1196,
- Milon de 1200 à 1204,
- Guibert ou Imbert en 1212,
- Pierre II en 1220 et 1221,
- Aubert de 1230 à 1260,
- Jean Papelard de 1304 à 1312,
- Guillaume de 1331 à 1350,
- Georges Aubry-Massin ?
- Georges de Paris en 1390,
- Jean Le Lièvre de 1434 à 1455,
- Thierry Petit en 1537,
- Remy de Boussu en 1548,
- Louis de Mainternes de 1568 à 1574,
- Arthus d'Espinay en 1615,
- François d'Espinay de 1623 à 1625,
- Louis d'Espinay de 1636 à 1644,
- Alexandre Bichi de 1645 à 1657,
- Daniel de Galard de Brassac de 1659 à 1679,
- François-Ignace de Montsaulnin de MOntal en 1680,
- Antoine Fagon de 1682 à 1705,
- Augustinde Rosel de 1705 à 1719,
- Jean de Caulet de 1721 à 1771,
- Louis Joseph de Toulouse Lautrec de 1772 à 1790.

## Blason
Semé de France au cygne nageant d'argent qui rappelle sa localisation en forêt d'Argonne et son rattachement à la couronne de France après que la Champagne devint partie du domaine royal.

### Article lié
- Liste d'abbayes augustiniennes de France